# Empis caucasica
Empis caucasica är en tvåvingeart som beskrevs av Mario Bezzi 1909. Empis caucasica ingår i släktet Empis och familjen dansflugor. Inga underarter finns listade i Catalogue of Life.